# 斯佩洛
斯佩洛（義大利語：Spello），是意大利佩鲁贾省的一个市镇。总面积61.31平方公里，人口8673人，人口密度141.5人/平方公里（2009年）。ISTAT代码为054050。
- 维纳斯门
- 斯佩洛圣母堂
  - 巴廖尼小堂

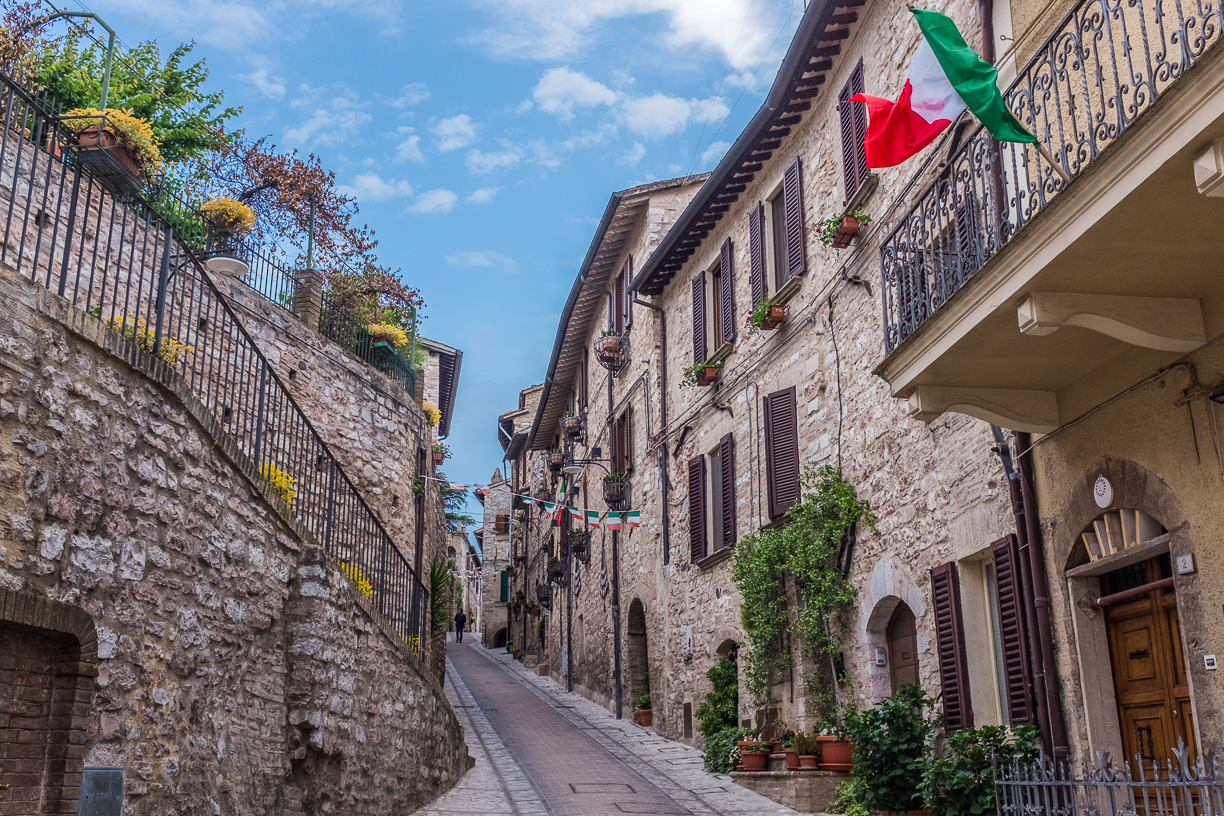
Via Cappuccini
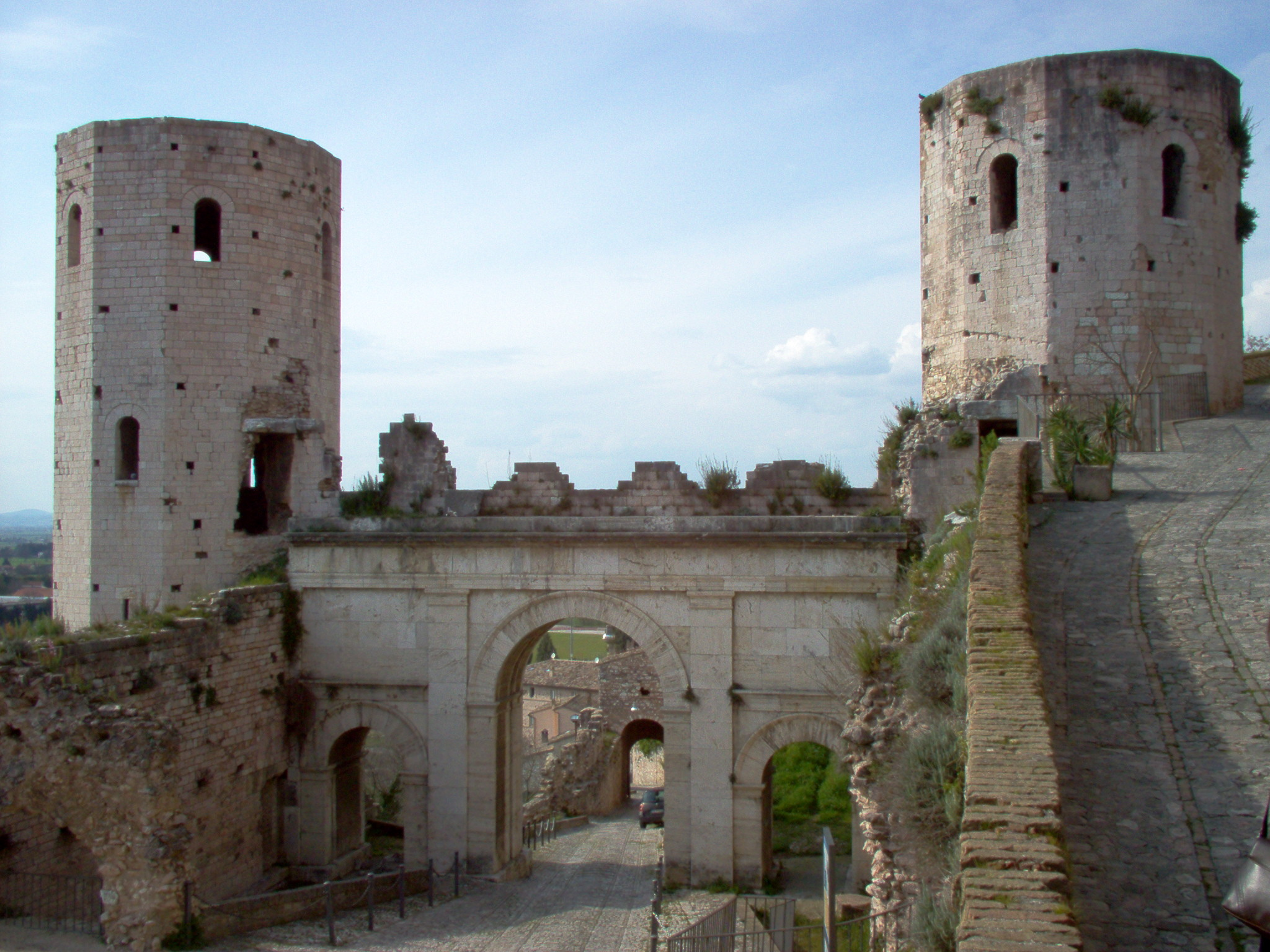
维纳斯门
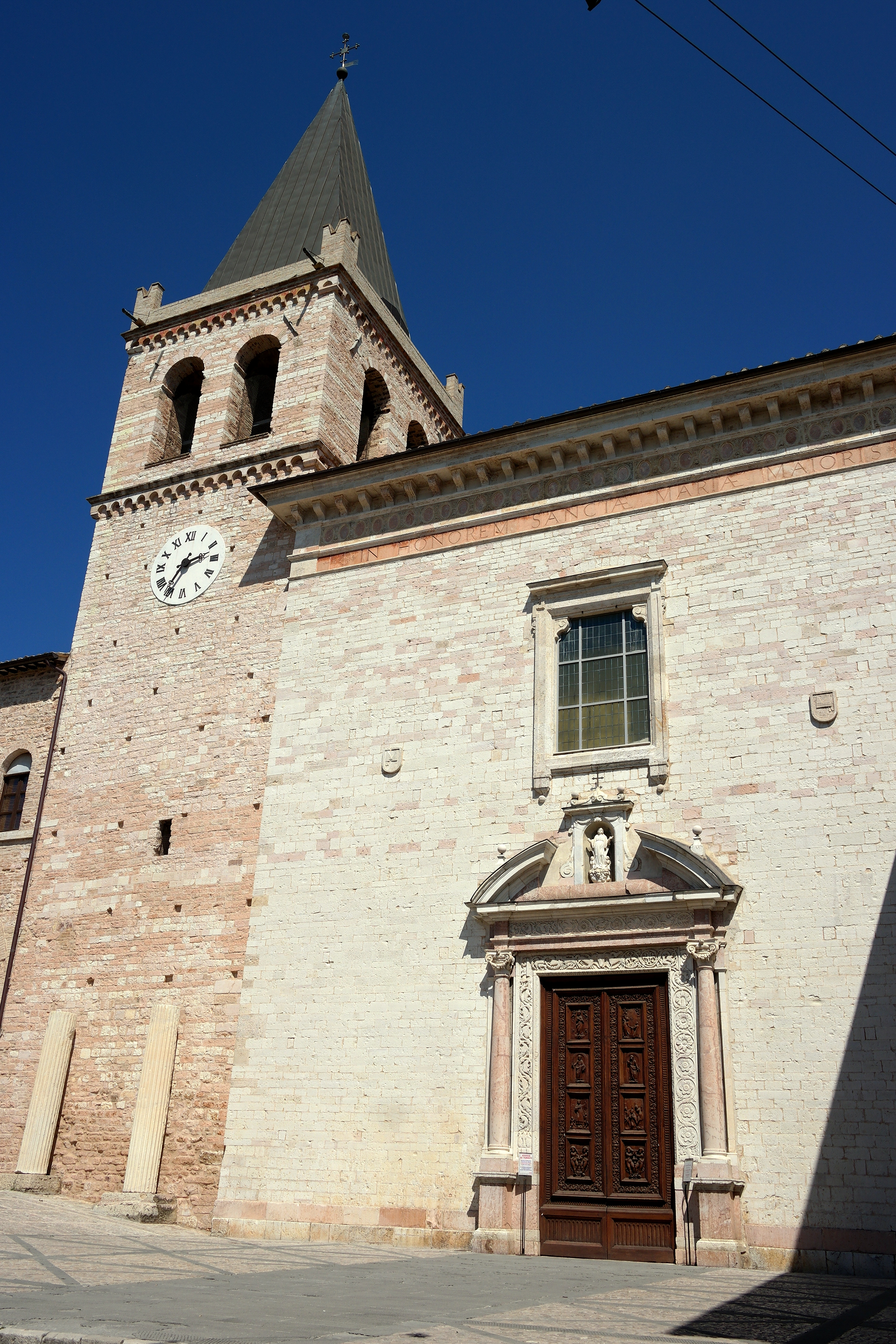
斯佩洛圣母堂
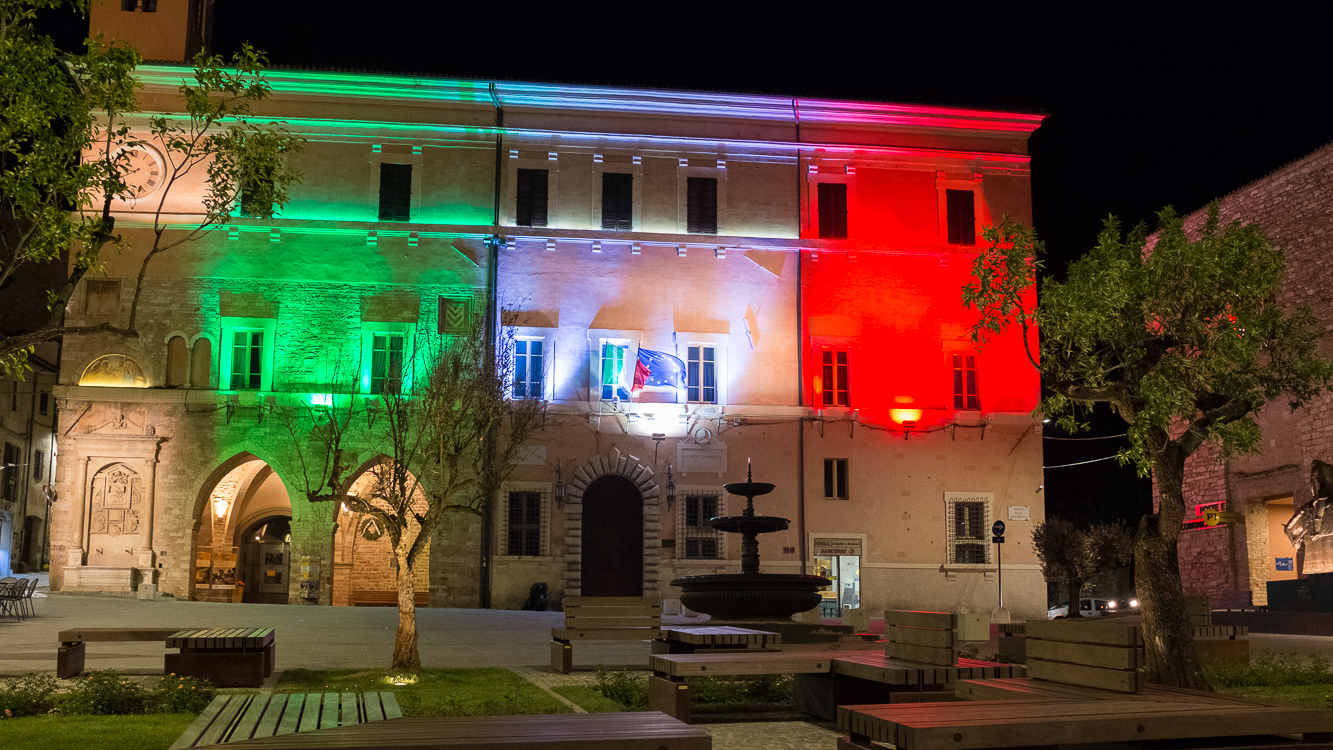
Palazzo Comunale